# Antoni Tolmos i Tena
Antoni Tolmos (Lleida, 1970) és un pianista, compositor i docent català. És autor de nombrosos projectes discogràfics, presentador del programa A 4 mans de TV3 i mentor de músics com Mariona Escoda, guanyadora del programa de televisió Eufòria.

## Trajectòria
Tolmos és titulat superior en piano, llenguatge musical i teoria de la música. Es va doctorar l'any 2006 amb una tesi sobre improvisació musical. Imparteix Educació Musical a la Universitat Autònoma de Barcelona i a la Universitat de Lleida, on ha estat vicedegà de la Facultat de Ciències de l'Educació.
Ha estat arranjador i director artístic de diferents produccions discogràfiques i ha compost la música o els arranjaments d'obres de teatre com El club dels poetes morts, El geperut de Notre Dame, de Zum-zum teatre per al Festival Grec de Barcelona de 1997, o Mercedes de Tomas Bracht (FiraTàrrega 1997), a més de la banda sonora de pel·lícules mudes com Before to Hollywood o Els Nibelungs.